# Rafael Ratão
Rafael Ratão (sinh ngày 30 tháng 11 năm 1995) là một cầu thủ bóng đá người Brasil.

## Sự nghiệp câu lạc bộ
Rafael Ratão đã từng chơi cho Albirex Niigata.